# Paramacrotoma dimidiaticornis
Paramacrotoma dimidiaticornis is een keversoort uit de familie van de boktorren (Cerambycidae). De wetenschappelijke naam van de soort werd in 1884 als Macrotoma dimidiaticornis gepubliceerd door Charles Owen Waterhouse.